# Schwarzköpfchen
Das Schwarzköpfchen (Agapornis personatus) ist eine Art aus der Gattung der Unzertrennlichen. Gemeinsam mit den anderen Arten dieser Gattung sowie dem Graupapagei, den Langflügelpapageien, dem Halsbandsittich und den auf Madagaskar endemischen Vasapapageien zählt diese Art zu den typischen Papageienarten der Afrotropis.

## Beschreibung
Das Körpergefieder hat eine grüne Grundfärbung, das Gesicht und die Krone ist braun bis schwarz. Der Schnabel ist rot und die Iris ist von einem weißen breiten Augenring umgeben. Schwarzköpfchen haben im Unterschied zu den Rußköpfchen eine leuchtend gelb gefärbte Brust und Hals. Die Schwanzfedern sind grün und laufen zum Ende hin in ein mattes Blau aus.
Jungtiere sind unscheinbarer gefärbt, insbesondere ist der Kopf brauner.
Schwarzköpfchen werden bis zu 15 cm groß. Die Männchen dieser Art wiegen 50 g. Die Weibchen sind mit 56 g etwas schwerer. Sie können zwischen 18 und 20 Jahre alt werden.

## Verbreitung und Lebensraum

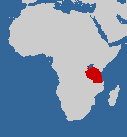
Verbreitungsgebiet

Das Verbreitungsgebiet des Schwarzköpfchens erstreckt sich auf Tansania und das südwestliche Sambesi sowie im südwestlichen Kenia. Schwarzköpfchen wurden außerdem in der Region um Nairobi und Daressalam eingebürgert.
Sie bewohnen Grassteppen mit vereinzeltem Baumbestand, der hauptsächlich aus Affenbrotbäumen und Akazien besteht. Man findet sie in Höhen von 1100 bis 1800 m.

## Lebensweise und Ernährung

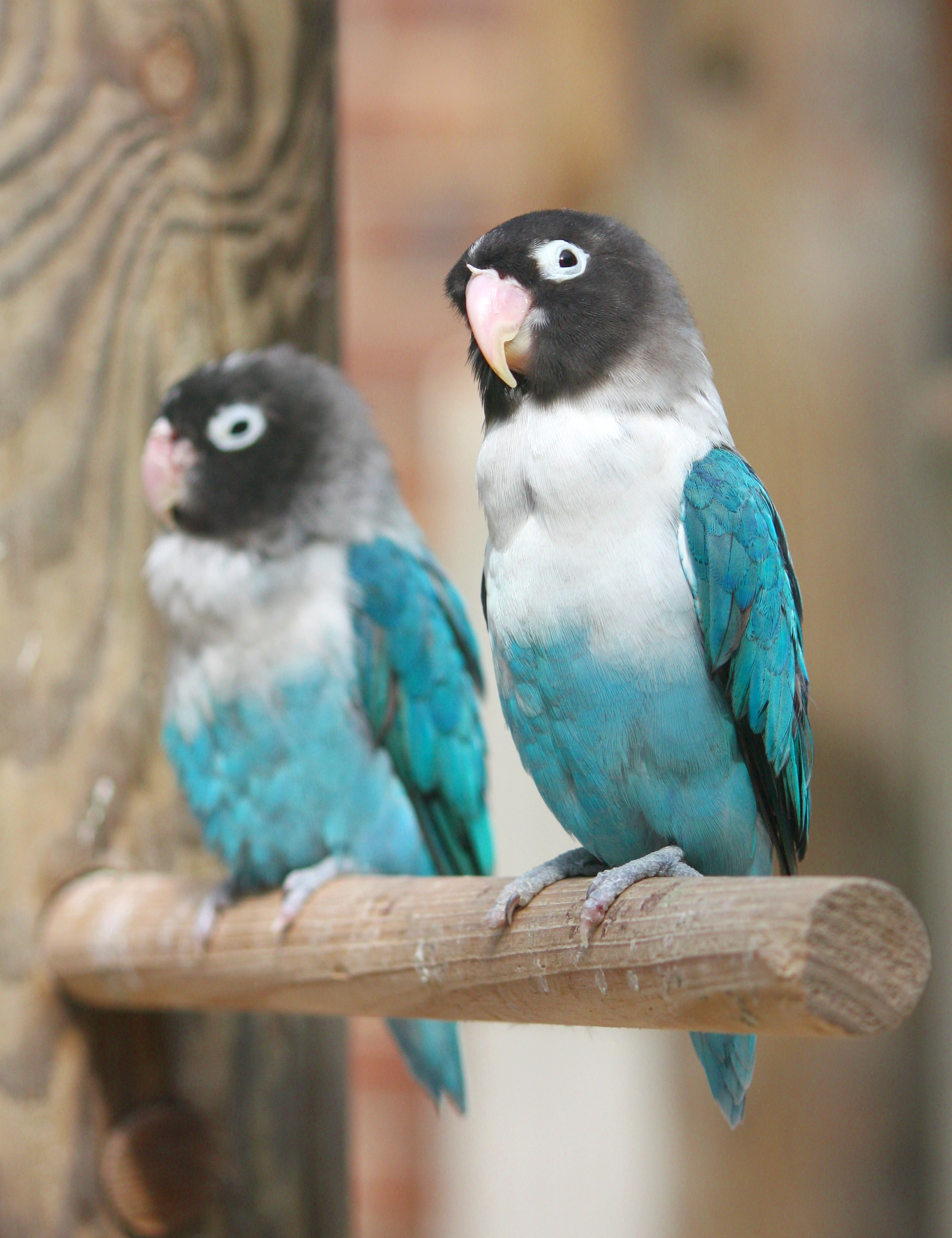
Blaue Zuchtform

Es sind sehr muntere Vögel, die sehr anhänglich und verspielt sind. Die Weibchen sind äußerst flink und reagieren auf andere Vögel oft aggressiv. Ebenso baden sie gern.
In der Regel leben sie in kleinen Gruppen von 4–5 Tieren zusammen. Manchmal allerdings finden sich auch Schwärme von bis zu 100 Tieren zusammen.
Sie ernähren sich von Grassamen sowie Sorghumhirse.

## Fortpflanzung

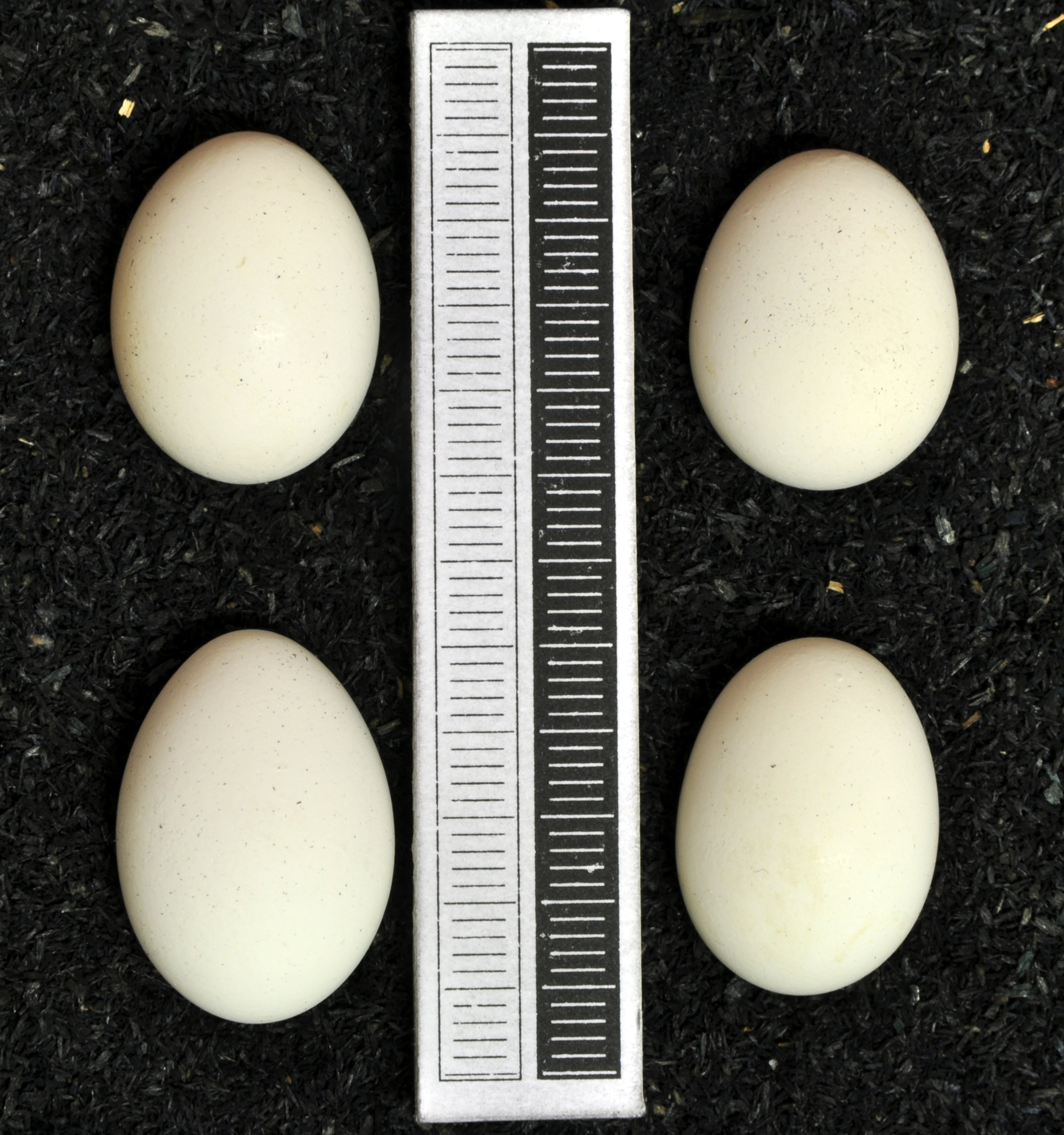
Gelege, Sammlung Museum Wiesbaden

Schwarzköpfchen brüten in Kolonien in der Trockenzeit von März bis August. Sie bevorzugen Nisthöhlen in Astlöchern oder Mauernischen bauen aber auch Nester von Mauerseglern zu einem kobelförmigen Nest aus welches einen seitlichen Eingang hat. Das Nistmaterial wird durch das Weibchen mit dem Schnabel eingetragen. Dieses Verhalten unterscheidet diese Art vom Bergpapagei und vom Rosenköpfchen, die ihr Nistmaterial im Gefieder festklemmen, um es zur Nisthöhle zu bringen. Beide Partner sind am Nestbau beteiligt.
Es werden 4 selten 5 Eier oder mehr gelegt, die dann 21–23 Tage lang bebrütet werden. Die Jungen kommen blind zur Welt und öffnen erst nach ca. 10 Tagen die Augen, nach ca. 43 Tagen sind dann die Jungen flügge. 

Darstellung der Verwandtschaft der Unzertrennlichen untereinander

## Systematische Stellung
Früher wurden zwei Unterarten unterschieden, wobei die Nominatform Agapornis personata personata normalerweise als Schwarzköpfchen und die zweite Unterart Agapornis personata nigrigenis mit ihrem deutlich weniger dunklem Kopfgefieder als Rußköpfchen bezeichnet wurden. Das Rußköpfchen wird mittlerweile als eigenständige Art (Agapornis nigrigenis) angesehen.